# Randers (stacja kolejowa)
Randers – stacja kolejowa w Randers, w Jutalndii Wschodniej, w Danii. Stacja została otwarta w 1862 roku. Znajdują się tu 3 perony. W 2007 budynek został wyremontowany i obecnie oferuje butik Kort & Godt, kiosk, sprzedaż biletów i restaurację. Budynek zarządzany jest częściowo przez DSB.
Stacja w 2007 stała się znana z piosenki zespołu TV-2 Randers Station.